# Jost Reischmann

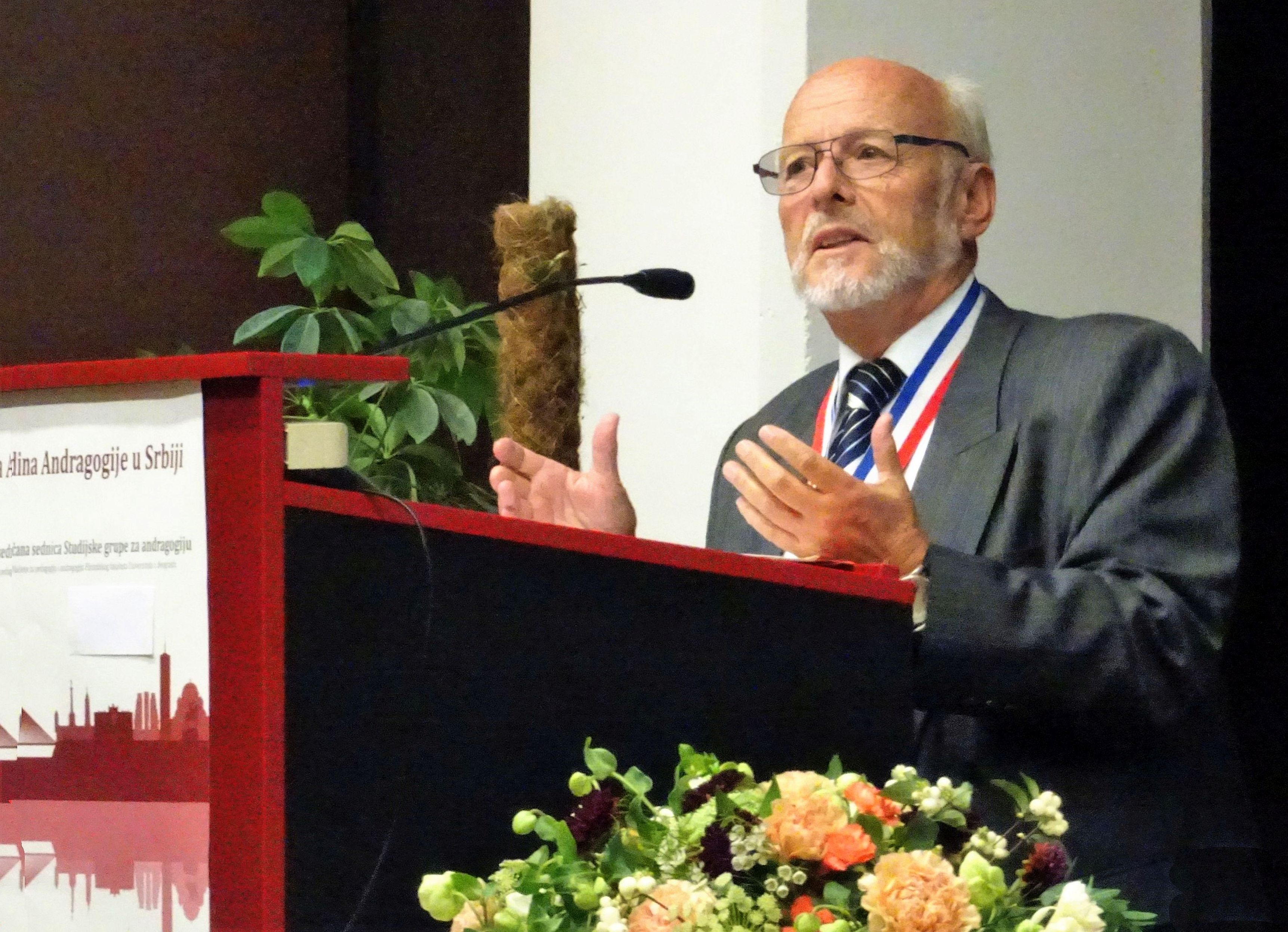
Reischmann

Jost Reischmann (geboren am 21. Juli 1943 in Schwäbisch Gmünd) ist ein deutscher Bildungswissenschaftler mit Schwerpunkt Andragogik/Erwachsenenbildung.

## Leben
Reischmann studierte an der Pädagogischen Hochschule Schwäbisch Gmünd und arbeitete danach als Lehrer. Er absolvierte ein Zweitstudium in Pädagogik, Psychologie und Soziologie in Tübingen und promovierte 1974. Er war für den Aufbau und die Leitung des Projekts „Zeitungskolleg“ am Deutschen Institut für Fernstudien Tübingen verantwortlich. 1989 habilitierte er und wurde 1994 Inhaber des Lehrstuhls Andragogik der Universität Bamberg. Er setzte sich dafür ein, als Benennung für die Wissenschaft von der Bildung Erwachsener die Bezeichnung „Andragogik“ anstatt „Erwachsenenbildung“ oder „Erwachsenenpädagogik“ zu verwenden. Seine Arbeitsschwerpunkte sind Theorien, Didaktik, Evaluation und international vergleichende Erwachsenenbildung. 2008 wurde er emeritiert.
1992 wurde er zum „President“ der International Society for Comparative Adult Education (ISCAE) gewählt und war von 2008 bis 2016 Vice-President. 1999 wurde er in die „International Adult and Continuing Education Hall of Fame“ aufgenommen. Von 2001 bis 2005 war er Mitglied im Nutzerbeirat des Deutschen Instituts für Erwachsenenbildung Bonn. 2006 erhielt er das „Outstanding Service Medallion“ der American Association of Adult and Continuing Education (AAACE).
Reischmann war Speaker und Keynote-Speaker auf internationalen Konferenzen der Erwachsenenbildung, unter anderem in Ljubljana, Belgrad, Helsinki, Seoul, Prag, Los Angeles, Montreal, Chicago und Budapest.
Er ist Mitglied der katholischen Studentenverbindungen KStV Rosenstein Schwäbisch Gmünd, KStV Alamannia Tübingen und KStV Mainfranken Bamberg im KV.

## Werke (Auswahl)
Reischmann hat etwa 250 wissenschaftliche Publikationen in Deutsch und Englisch veröffentlicht, darunter:
- (Hrsg.): Essential Readings in International and Comparative Adult Education. Augsburg 2021. ISBN 978-3-96557-093-1.
- Andragogik – Beiträge zur Theorie und Didaktik. Augsburg 2016. ISBN 978-3-944 708-47-8
- (mit Bron, Michal Jr): Comparative Adult Education 2008. Frankfurt, New York 2008. ISBN 978-3-631-58235-0
- Weiterbildungs-Evaluation. Augsburg 2006. ISBN 978-3-937 210-50-6
- (mit Bron, Michal/Jelenc, Zoran): Comparative Adult Education 1998. Ljubljana 1999. ISBN 961-6130-27-7. Download
- Leichter lernen – leicht gemacht. Arbeitstechniken für Schule und Studium, Fortbildung und Examensvorbereitung. 5. Aufl. Bad Heilbrunn 1993, ISBN 3-7815-0753-X.
- Offenes Lernen von Erwachsenen. Grundlagen und Erprobung im Zeitungskolleg. Bad Heilbrunn 1988. ISBN 3-7815-0625-8
- Adult Education in West-Germany in Case Studies. Frankfurt Basel New York 1988. ISBN 3-631-40391-7. Download

Festschrift
- Walter Bender (Hrsg.): Die Bamberger Andragogik. Studium und Berufsperspektiven in Erwachsenenbildung, beruflicher Weiterbildung und Personalentwicklung. Tönning 2008, ISBN 978-3-89959-762-2.